# 多米尼加国旗
多米尼加共和国国旗最主要的结构是一个十字，这个十字一直延伸到旗的边缘，将这面旗分为四个方块。上面的两个方块左面是蓝色，右面是红色，下面的两个方块左面是红色，右面是蓝色。在旗的中心十字交叉处有一个小的国徽。国徽的中部是与国旗相同的白色十字分成的红蓝交错的四个方块组成的一面盾，其两侧护立着绿叶。国徽上部是一条蓝色的彩带，里面用白字写着多米尼加的国家格言：Dios, Patria, Libertad（上帝，祖国，自由）。国徽的下部是一条红色的彩带。

## 旗帜列表
- 民用旗(海陸兼用) 比例: 5:8
- 政府旗(海陸兼用) 比例: 5:8
- 海軍艦艏旗
- 多明尼加共和国的总统旗帜（在海上）
- 多明尼加共和国的军旗
- 多明尼加共和国的海军旗
- 多明尼加共和国的空军旗
- 多明尼加共和国司法最高法院旗帜
- 多米尼加共和国国旗 （截止到1844年之前）
- 多米尼加共和国国家警察的旗帜
- 拉斐尔·特鲁希略的旗帜
- 西班牙海地共和国旗帜使用的米兰达三色旗

## 歷代國旗

1795年
1795年-1809年
1809年-1821年
1821年11月30日-1822年
1821年-1822年
1822年-1843年
1843年-1844年
1844年-1844年
1844年-1861年

## 相似旗帜

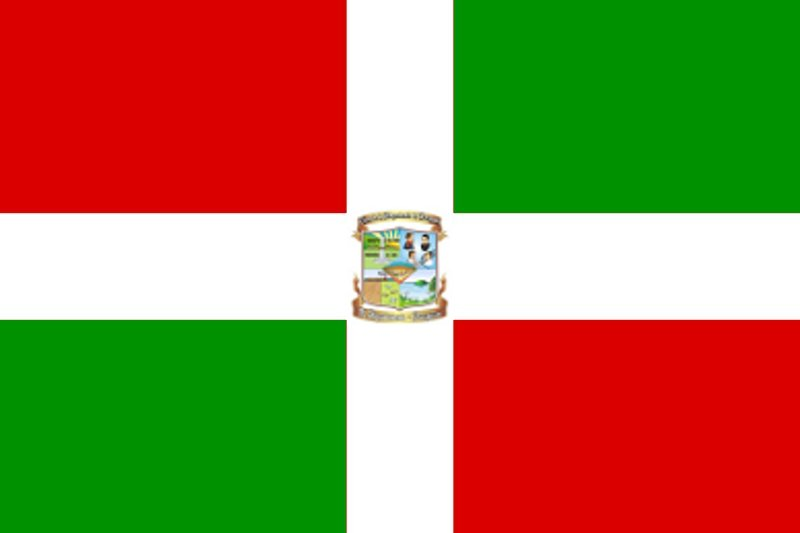
巴拉圭巴拉瓜里省省旗